# Hamid Dahane
Hamid Dahane (ur. 1946) – marokański piłkarz grający na pozycji obrońcy.

## Kariera klubowa
Hamid Dahane podczas kariery piłkarskiej występował w klubie US Sidi Kacem.

## Kariera reprezentacyjna
W reprezentacji Maroka Hamid Dahane grał w latach sześćdziesiątych i siedemdziesiątych.
W 1970 roku uczestniczył w Mistrzostwach Świata 1970.
Na Mundialu w Meksyku Dahane był rezerwowym zawodnikiem i nie wystąpił żadnym meczu.